# Adolfo Rollo
Adolfo Ugo Rollo (Bari, 9 gennaio 1898 – Giovinazzo, 4 aprile 1985) è stato uno scultore italiano.

## Biografia
Figlio di Sante Oronzo di Lecce e Rosa De Mola di Bari, era il quinto degli otto figli avuti dalla coppia. Frequentò con scarso profitto una scuola ad indirizzo tecnico ma la sua mente era rivolta all'arte e a 13 anni decise di imparare l'arte dello scultore. Partecipò alla prima guerra mondiale e al ritorno decise di trasferirsi in Brasile dove rimase nella città di San Paolo per quasi sei anni, realizzando una serie di sculture a grandezza naturale in pietra e bronzo. Si recò anche a Rio de Janeiro dove studiò anatomia per migliorare le sue conoscenze sulla figura. Nel gennaio del 1927 rientrò in Italia ma non trovò l'accoglienza che si attendeva e girò per le varie regioni del centro e nord Italia fino al 1942. Nel 1941 perse il padre e tornò in Puglia dove nel 1949 morì anche la madre.
Decise così di trasferirsi ad Alberobello dove acquistò un trullo con l'intento di porvi le basi per il suo lavoro, ma anche questo proposito si rivelò non aderente alle sue aspettative; ebbe come amico don Pietro Giannoccaro che fu il primo parroco di Coreggia, frazione di Alberobello. Nel 1967, decise di trasferirsi nel convento dei Cappuccini di Giovinazzo dove rimase e operò fino alla sua morte.
Dedicò all'arte tutta la sua esistenza e nella dinamicità delle sue opere espresse il bisogno tanto inseguito di relazioni e comunicabilità. La sua arte rimane universale per l'eloquenza, le forme e il contenuto. Durante un'intervista del 1971 disse: «La mia consolazione è che nel Regno celeste ogni aspirazione dell'essere sarà appagata. Spero che la mia esigenza di bellezza sarà pienamente esaudita nella infinita bellezza del Figlio di Dio» e verso questa aspirazione orientò tutta la sua vita.
Le sue opere, per lo più di carattere profano quelle realizzate in Brasile e di soggetto sacro quelle create in Italia, riguardano particolarmente crocifissi e portali di chiese, anche se realizzò statue di soggetti diversi come madonne e santi oltre che altari ed elementi architettonici di chiese.

## Alcune opere
- San Paolo del Brasile - Quattro statue a grandezza maggiore del naturale con allegorie di Agricoltura, Commercio, Meccanica e Zootecnia[1]
- San Paolo del Brasile - Due statue esposte in un museo (Epyranga)[1]
- Bari - Quattro porte in bronzo in chiese della città[1]
- Alberobello (BA) - Basilica -Santuario dei Santi Cosma e Damiano: Portale centrale in bronzo di colore grigio scuro delle 8 Beatitudini del 1975 alto 3,20 e largo 1,80 che sostituì uno ligneo; lunetta bassorilievo sul portale del Calvario del 1973; Crocifisso pensile sull'altare del 1976 sopra l'altare in stile medievale bizantino; i 10 quadri nelle due absidi 5 a sinistra e 5 a destra; la Resurrezione di Gesù; la Ascensione di Gesù e la Pentecoste discesa dello Spirito Santo nel Cenacolo ad Maria e agli Apostoli.
- Alberobello (BA) - Parrocchia S. Antonio: Crocifisso con affresco dell'Albero della Vita nell'abside e un basso rilievo di San Luigi Guanella
- Alberobello (BA) - Vergine del Si (edicola votiva nei pressi del cimitero).
- Alberobello (BA) nella frazione Coreggia realizzò nella chiesa della Madonna del Rosario dipinse, nel 1961, la Madonna del Rosario e nella chiesa del Cristo Re la statua dell'Immacolata Concezione, nel 1950.
- Alberobello - Coeggia (BA) - Edicola votiva della Madonna dei Campi.
- Giovinazzo (BA) - Chiesa del Crocifisso: portale e altre opere; Chiesa di S. Giuseppe: portale e crocifisso; Cimitero: Sacrario dei caduti, tombe varie con opere in bronzo.
- Casamassima (BA): Chiesa Matrice: Crocifisso.
- Ceglie Messapica (BR) - Chiesa Passionisti: Via Crucis.
- Bitonto (BA) - Basilica Santuario Santi Medici: portale.
- Noci (BA) - Abbazia Madonna della Scala: Crocifisso con pannelli, Madonna con Angeli e altre opere minori.
- Rutigliano (BA) - Chiesa di S. Domenico: portale esterno e abside interno.
- Praglia (PD) - Refettorio: Crocifisso e sei pannelli; Pietà.
- Pegolotte (PD) - Chiesa parrocchiale: Crocifisso e altare.
- Torreglia (PD) - Casa Villa Immacolata: Crocifisso con pannelli della storia biblica.
- Itri (LT) - Santuario Madonna della Civita: Statua della Madonna sulla cuspide.
- Padova - Santuario di S. Giustina: Ostensorio, pastorale e altre opere